# Riccardo Paletti
Riccardo Paletti (15. června 1958 Milán – 13. června 1982 Montréal) byl italský sportovec, karatista, automobilový závodník a pilot F1.
Paletti se sportu věnoval od dětství, ve třinácti se stal juniorským mistrem Itálie v karate, byl také v lyžařské juniorské reprezentaci. V devatenácti letech se rozhodl pro formuli. Nejprve startoval ve formuli Ford, pak v F3, F2, nakonec v F1.
Největších úspěchů dosáhl ve formuli 2, v roce 1981 skončil po několika dobrých umístěních 10. v celkovém hodnocení a částečně tím vyvrátil tvrzení, že se do formule dostal jen díky penězům svého otce.
Do formule 1 se dostal v roce 1982. Účastnil se osmi závodů, ale jen třikrát se dokázal kvalifikovat do hlavního závodu. Poprvé to bylo v San Marinu, kde ovšem startovalo jen 14 vozů, a tak se kvalifikoval automaticky. Ze závodu odstoupil v sedmém kole, kvůli uvolněnému závěsu kola. Podruhé to bylo v Detroitu, kde ovšem zničil auto při zahřívacím tréninku a do závodu tak opět nenastoupil.
Třetí závod, do kterého se dokázal kvalifikovat, byl hned ten následující v Montréalu. Do závodu startoval z posledního místa. Startér závodu, Derek Ongaro ignoroval Didiera Pironiho, který startoval z pole position a kterému zhasnul motor. Závod odstartoval, všichni jezdci se stojícímu Pironimu vozu vyhnuli, jediný, kdo to nedokázal, byl Palleti. V rychlosti 150 km/h do vozu zezadu naboural a zůstal zaklíněn ve svém monopostu. Během vyprošťování, které trvalo přes dvacet minut, se vůz dvakrát vznítil. Palleti podlehl následkům utrpěných zranění tři hodiny po převozu do nemocnice, dva dny před svými 24. narozeninami.
V roce 1983 byl po tomto jezdci pojmenován okruh ve Varano de Melegari nedaleko Parmy.